# Деа, Марсель
Марсель Деа (фр. Marcel Déat; 7 марта 1894, Журеньи, Ньевр, Франция — 5 января 1955, Турин, Италия) — французский политик и государственный деятель, видный деятель СФИО, затем основатель Социалистической партии Франции — Союза Жана Жореса. В 1936 году — министр авиации в правительстве Альбера Сарро. Идеолог неосоциализма, активный антикоммунист. Первоначально антифашист, с конца 1930-х годов — сторонник сближения Франции с гитлеровской Германией. В период нацистской оккупации 1940-х годов — прогерманский коллаборационист, основатель профашистской партии Национально-народное объединение, член правительства Виши. После освобождения Франции был заочно приговорён к смертной казни. Скрылся под чужим именем за границей, последние годы проживал в католической общине.

## Фронтовик-социалист
Родился в семье административного служащего французского флота. Происходил из среды республиканцев и патриотов, приверженцев традиции Великой французской революции. С детства получил соответствующее мировоззренческое воспитание. Блестяще окончил Высшую нормальную школу в 1914 году. Вступил в социалистическую партию СФИО.
Был призван в армию, участвовал в Первой мировой войне. Окончил войну в звании капитана c Орденом Почётного легиона. На всю жизнь Марсель Деа сохранил приверженность фронтовому товариществу — «окопному братству». Свои общественно-политические концепции он строил по этой модели.

С двадцати до двадцати четырех лет мы были солдатами, бойцами — и только. Этот опыт сформировал, замесил и запечатлел нас навсегда.

Марсель Деа

Вернувшись с войны, Марсель Деа продолжил учёбу, получил степень по философии и социологии. Одновременно углубился в социал-демократическую политику. Примыкал к правому крылу СФИО, возглавляемому Пьером Реноделем. Твёрдо стоял на позициях республиканизма и антиклерикализма. В 1925 году впервые избран в муниципалитет Реймса, на довыборах в парламент  в 1926 году — в палату депутатов Третьей республики. Не смог добиться переизбрания на выборах 1928, но стал секретарём парламентской группы СФИО и руководителем её информцентра. Считался близким соратником и потенциальным преемником лидера французских социалистов Леона Блюма.
В 1924 году Марсель Деа женился на политической единомышленнице Элен Делаво. Супруги заключили гражданский брак по республиканской процедуре, категорически отказавшись от церковного католического венчания.

## Неосоциалист-планист

### Идеолог планизма
В 1930 году Марсель Деа опубликовал работу Perspectives socialistes («Социалистическая перспектива») — развёрнутое изложение своих теоретических взглядов. Он выступил за эволюционную социалистическую трансформацию капитализма через распространение трудовой собственности, особенно крестьянской и мелкоремесленной, развитие корпоративизма, резкое расширение государственного сектора и государственного регулирования экономики. Эта концепция, в наиболее полном виде разработанная бельгийским правым социалистом Анри де Маном, получила название Le Planisme — «планизм».
Деа выступал за соединение социализма с национализмом и создание общественного антикапиталистического фронта. Главной социальной силой революции он считал средние слои, прежде всего французское крестьянство. Он высказывался за объединение «всех производительных элементов против всех спекулятивных». К производительным элементам общества Деа относил не только пролетариат, крестьянство, служащих, торговцев и ремесленников, но и часть промышленной буржуазии; к спекулятивным — прежде всего банковские круги.

Поскольку крестьянин живёт в сфере, где редки большие различия в размерах богатств, поскольку он знает из опыта, что нельзя «заработать» миллионы, у него развит инстинкт равенства, он не приемлет капиталистического сосредоточения огромных богатств в руках нескольких лиц. Любовь к свободе, острое чувство равенства делает французского крестьянина демократом до мозга костей.

Марсель Деа

Промышленность Деа предлагал строить на основе системы картелей, координируемых государственными органами. Не отказываясь от идеи диктатуры пролетариата, интерпретировал её как «демократию, вплотную занимающуюся социальными проблемами». Социальной основой считал корпорации. Создание широкого популистско-«планистского» движения Деа считал единственной возможностью «обогнать фашизм» — укрепить государственную власть и провести социальные преобразования силами социалистов на демократической основе.
Важное место в воззрениях Деа занимал этический социализм. Преимущество средних слоёв перед пролетариатом Деа видел в инициативности, самостоятельности, идеалистических приоритетах. Искренне презирая экономический материализм, Деа отдалялся от ортодоксального «марксизма Понтия Пилата». Его отношения с руководителями СФИО, начиная с Леона Блюма, всё более осложнялись.
Деа был крайним антикоммунистом. Ярко и с пафосом он осуждал большевизм, считал Советский Союз худшим врагом европейской цивилизации и принципов Великой французской революции.
В мировоззрении Деа всё явственнее прослеживалось влияние итальянского фашизма. Во Франции данный комплекс идей и правосоциалистическое движение получило наименование неосоциализм.

### Политик неосоциализма
На съезде СФИО в июле 1933 года Марсель Деа, Адриен Марке и Бартелеми Монтаньон развёрнуто изложили свою программу. Наряду с теоретическими новациями, они требовали от партии активного проникновения во власть — коалиций с правыми силами, получения правительственных постов. Идеологические и практические установки неосоциалистов не получили поддержки марксистского большинства делегатов. Речь Адриена Марке, наиболее последовательного и жёсткого неосоциалиста, Леон Блюм назвал «ужасающей». В ноябре лидеры неосоциалистов, в том числе Деа и Марке были исключены из СФИО.
Неосоциалисты учредили Социалистическую партию Франции — Союз Жана Жореса (PSdF). Первоначально к ним присоединился влиятельный Пьер Ренодель, респектабельный представитель старшего поколения социалистов, очевидец гибели Жореса. Этот факт серьёзно усиливал позиции Деа и Марке — при том, что идеология PSdF с наследием Жореса имела мало общего.
PSdF не стала влиятельной общенациональной силой, но сумела консолидировать до 20 тысяч членов. Наиболее сильные организации действовали в Бордо и Жиронде (мэром Бордо и депутатом от Жиронды был Адриен Марке). В партийном строительстве чётко отразились особенности взглядов Деа. Он вполне откровенно ориентировался на организационные модели НСДАП и до некоторой степени ВКП(б) — при всех идеологических различиях и даже непримиримой вражде. Неосоциалистические кадры подбирались по признаку «окопной» ментальности, «любви к служению и ясному приказу». Деа призывал оставить в прошлом «ложный гуманизм и ложное свободомыслие». Были сформированы не только технические, но военизированные подразделения по типу немецких СА. Эмблемой партии стал баран — как олицетворение весны, молодости и силы. Такая эстетика привела неосоциалистов к скорому разрыву с Реноделем, но это уже не имело для них принципиального значения.
В 1935 году PSdF вошла в Социалистический республиканский союз (URS). С этим решением Деа не согласился Марке, вышел из PSdF и создал свою Неосоциалистическую партию. В 1936 году URS присоединился к широкой левоцентристской коалиции Народный фронт, одержавшей победу на парламентских выборах.
С января по июнь 1936 года Марсель Деа занимал пост министра авиации в левоцентристском правительстве радикала Альбера Сарро. В правительство Народного фронта, сформированное Леоном Блюмом, Деа не вошёл, но в определённой степени влиял на его политику через группу министров-«планистов».

Марсель Деа — несомненно большой талант и крупный авторитет. Думаю, мы увидим, как он очень высоко поднимется.

Шарль де Голль

## Антифашист и пацифист
В 1930-х годах Марсель Деа выступал с антинацистских позиций. Он осуждал гитлеровский режим, входил в организации антифашистской интеллигенции. Протестовал против расистских кампаний и антисемитских преследований в Германии, состоял в комитете защиты евреев. Будучи чистокровным французом, из солидарности называл себя «человеком смешанной расы».
Важным элементом политической программы Деа был пацифизм, очень убедительный в устах боевого офицера, награждённого за воинскую доблесть. Вместе с другими неосоциалистами он категорически возражал против вмешательства Франции в испанскую гражданскую войну на стороне республиканцев — и тем самым фактически поддерживал франкистов. В 1939 году Деа опубликовал нашумевшую статью Mourir pour Dantzig (“Зачем умирать за Данциг?»). Он осуждал англо-французские военные гарантии Польше, выступал за нейтралитет Франции. При этом он исходил из социальных мотивов: «Французские рабочие и крестьяне не должны проливать свою кровь за чужое дело». Антигитлеровскую систему коллективной безопасности Деа считал британским проектом имперско-экономической конкуренции с Германией.

Совместная с нашими польскими друзьями защита наших территорий, наших производств, наших свобод — это перспектива, которая поможет внести свой вклад в поддержание мира. Но умереть за Данциг — нет!

Марсель Деа

Именно на почве пацифизма началась переориентация Деа на сближение с гитлеровским Рейхом. Кроме того, авторитарно-корпоративистские взгляды Деа, близкая ему эстетика военного коллективизма имели сходство с некоторыми элементами идеологии НСДАП (особенно при поверхностном прочтении).

## Фашистский коллаборационист
После разгрома французских войск весной-летом 1940 года Деа решительно поддержал коллаборационистский курс Петэна—Лаваля (хотя крайне скептически относился к ним персонально). Во время Марсель Деа учредил партию Национально-народное объединение (RNP), выступавшую с позиций неосоциализма, продолжавную традицию PSdF, но уже с однозначным фашистским уклоном. Деа планировал создание единой «партии французской национал-социалистической революции». Однако этот проект не удался из-за острой конкуренции в коллаборационистской среде.
Неосоциалистические взгляды Деа противоречили консерватизму правительства Виши. Маршал Петэн категорически возражал против политических проектов Деа. Сам Деа резко критиковал вишистский режим, поддерживая Лаваля в противовес Петэну. Непримиримая вражда разделила Марселя Деа с Жаком Дорио, лидером Французской народной партии (бывший видный коммунист и член Политбюро ФКП, лично знавший Ленина, был гораздо более последовательным фашистом). Ещё жёстче складывались отношения Деа с ультраправым террористом лидером кагуляров Эженом Делонклем, особенно после отказа от проекта Деа создать объединённую партию французского фашизма.
Марсель Деа ориентировал членов RNP на участие во Французской милиции Жозефа Дарнана. В этой структуре Деа видел модель объединённой фашистской партии. В то же время партия Деа, полностью лояльная к нацистским оккупантам, всё же сохраняла элементы французского патриотизма. Членский состав комплектовался в основном из представителей интеллигенции, служащих, буржуа. (В отличие от партии Дорио, ориентированной на люмпенизированную молодёжь и криминальные круги.) Зачастую активисты Национально-народного объединения были выходцами из соцпартии, иногда из ФКП (ещё больше бывших коммунистов состояло в более радикальной партии Дорио.) Они проводили церемониальные мероприятия, защищали французские символы, например, изображения Марианны. Эта партия была наименее активна в коллаборационизме, и поэтому проигрывала Дорио в конкуренции за близость к немецким властям.
Дважды на Марселя Деа совершались покушения. 27 августа 1941 года он был ранен бойцом Сопротивления Полем Колеттом (во время покушения на премьер-министра Лаваля). 16 марта 1942 года была предпринята вторая попытка, однако по случайности не причинила Деа вреда. После второго инцидента гестапо осуществило ряд арестов, за которыми последовали казни.
По требованию оккупационных властей 16 марта 1944 года Деа вошёл в состав правительства Виши и занял пост министра труда и национальной солидарности. С этого момента лишился последних признаков самостоятельности. Последние месяцы оккупации Деа проводил курс всемерного сотрудничества с Германией. При этом Петэн и особенно Лаваль всячески блокировали его социальные инициативы. Единственный крупный шаг Деа на министерском посту — попытка учреждения Рабочего университета.
Летом 1944 года Марсель Деа вместе с другими видными коллаборационистами перебрался в Зигмаринген. Сохранял статус министра труда правительства Виши.

## Побег и укрытие
3 мая 1945 года, когда исход войны стал совершенно очевиден и обозначилась перспектива сурового преследования коллаборационистов, чета Деа — Марсель и Элен — бежали из Германии в Австрию. Оттуда они по горным тропам Тироля перебрались в Италию. Первоначально обосновались в районе Натурно, проживали в горной хижине долины Валь Веноста.
19 июня 1945 года Марсель Деа был заочно приговорён к смертной казни французским трибуналом. Для его розыска снарядилась жандармская экспедиция в Тироль. Но супруги снова сумели уйти. Добравшись до Мерано, они связались с сочувствующими католическими священниками и переехали в Больцано, оттуда в Милан и Геную. Около двух лет супруги проживали неузнанными под фамилией Делаво и прикрытием подпольной сети поддержки коллаборационистов. Зарабатывали на жизнь частным преподаванием. Изменив внешность, Марсель Деа много времени проводил в тавернах, зондируя возможности перебраться в более надёжное убежище — во франкистской Испании или где-либо в Латинской Америке. Этого, однако, не удалось, Деа с женой остались в Италии.
В 1947 году, опасаясь слежки, супруги Деа под фамилией Леру перебрались из Генуи в Турин и примкнули к салезианской общине. Ещё недавно яростный антиклерикал Марсель принял католическую веру, для Элен это тем более не представляло сложности. В 1949 году супруги обвенчались по католическому обряду. Оба преподавали в Институте Жанны д’Арк — монастырском интернате для девочек. В расчёте на публикацию в далёком будущем Марсель Деа писал воспоминания, философские и религиозные сочинения. Несколько раз ему приходилось тщательно скрываться во время полицейских рейдов и обысков.

## Смерть и похороны
Шестидесятилетний Марсель Деа скончался от отёка лёгких. Был похоронен на кладбище в Турине. В 1968 году произведено перезахоронение останков Марселя Деа во Франции — рядом с родственниками на кладбище в Розе-Сент-Альбене (департамент Эна). Церемонии при этом не проводилось, имени на могиле не высечено.

## Исторический образ
Марсель Деа запомнился в истории в основном как французский коллаборационист Второй мировой войны. Однако стоит заметить, что его сотрудничество с нацистскими оккупантами носило по большей части абстрактно-политический и пропагандистский, а не оперативный (как у Дорио или Дарнана) характер.
В политической биографии Деа межвоенного периода имелось немало конструктивных моментов. Однако они оказались вытеснены и померкли на фоне его деятельности 1940-х годов. Интерес к идейно-политическому наследию Деа стал пробуждаться лишь в последнее время и в основном за пределами Франции.